# Syllepte subalbidalis
Syllepte subalbidalis là một loài bướm đêm trong họ Crambidae.